# Assembleia Nacional do Panamá
A Assembleia Nacional da República do Panamá (Asamblea Nacional de la República de Panamá) é a sede do poder legislativo do panamá, o parlamento é no formato unicameral e possui 71 deputados eleitos para mandatos de 5 anos, em zonas rurais os deputados são eleitos por pluraridade, enquanto nas cidades, são eleitos por representação proporcional.